# Paratrechina traegaordhi
Paratrechina traegaordhi är en myrart som först beskrevs av Auguste-Henri Forel 1904.  Paratrechina traegaordhi ingår i släktet Paratrechina och familjen myror.

## Underarter
Arten delas in i följande underarter:
- P. t. natalensis
- P. t. traegaordhi